# Comuna Zaluhiv, Ratne
Zaluhiv (în ucraineană Залухів) este o comună în raionul Ratne, regiunea Volînia, Ucraina, formată din satele Habarîșce, Poceapî, Șciîtînska Volea, Zaluhiv (reședința) și Zaprîpeat.

## Demografie
Componența lingvistică a satului Zaluhiv
     Ucraineană (99,47%)
     Alte limbi (0,53%)
Conform recensământului din 2001, majoritatea populației satului Zaluhiv era vorbitoare de ucraineană (99,47%), existând în minoritate și vorbitori de alte limbi.